# Cambodia Angkor Air
Cambodia Angkor Air (Khmer កម្ពុជា អង្គរ អ៊ែរ) ist die nationale Fluggesellschaft Kambodschas mit Sitz in Phnom Penh und Basis auf dem Flughafen Phnom Penh.

## Geschichte
Cambodia Angkor Air wurde durch einen Beschluss der vietnamesischen Regierung im Jahr 2009 gegründet. Sie ist ein Joint Venture zwischen dem kambodschanischen Staat (51 %) und Vietnam Airlines (49 %). Im Jahr 2020 verkaufte Vietnam Airlines ihren Anteil an einen nicht genannten Käufer.

## Flugziele
Cambodia Angkor Air bedient ab Phnom Penh aus Ziele innerhalb Kambodschas, Städte in Thailand, China und Vietnam, sowie Indien.

## Flotte

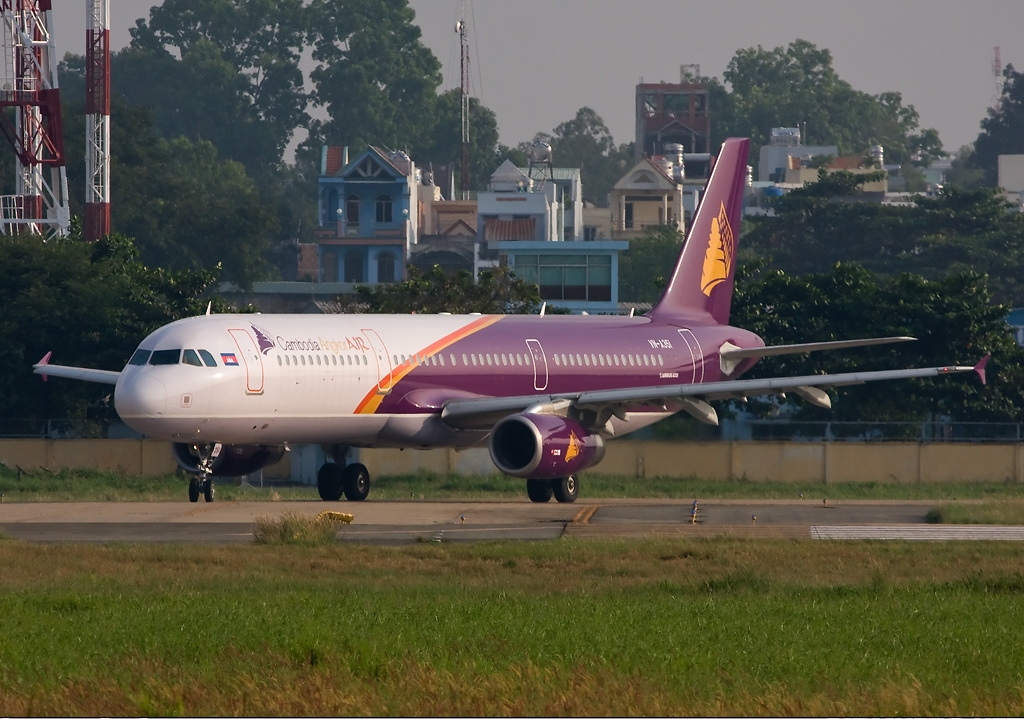
Airbus A321-200 der Cambodia Angkor Air

Mit Stand August 2023 besteht die Flotte der Cambodia Angkor Air aus fünf Flugzeugen mit einem Durchschnittsalter von 10,2 Jahren:
| Flugzeugtyp     | aktiv | bestellt | Anmerkungen               | Sitzplätze (Business/Economy) |
| --------------- | ----- | -------- | ------------------------- | ----------------------------- |
| Airbus A320-200 | 2     |          | mit Winglets ausgestattet | 180 (16/164)                  |
| Airbus A321-200 | 1     |          |                           | 184 (16/168)                  |
| ATR 72-500      | 2     |          |                           | 67 (—/67)                     |
| Gesamt          | 5     | —        |                           |                               |